# 伊澤平左衛門
伊澤 平左衛門（いさわ / いざわ へいざえもん、1862年12月28日（文久2年11月8日） - 1934年（昭和9年）6月9日）は、日本の実業家、政治家。衆議院議員（2期）。貴族院多額納税者議員。

## 経歴
仙台に醸造家伊澤平藏（3代目）の長男に生まれる。父の跡を継ぎ、1907年に仙台市会議員、その後、同参事会員などを務めた。1915年に宮城貯蓄銀行、1919年に塩釜銀行の各頭取に、1920年に仙台ガス社長に就任した。
同年の総選挙では立憲政友会から出馬を要請されたが、一族に反対された。しかし、政友会本部は岡崎邦輔を仙台に派遣し、伊澤を説き伏せ、正式に立候補となった。これにより、憲政会の村松亀一郎との争いになり、当選し、激しい選挙戦を制した。1923年8月に仙台商業会議所会頭、12月には七十七銀行頭取に就任した。翌1924年の総選挙でも政友会から立候補したが、これに対して憲政会は仙台出身の実業家の荒井泰治を擁立、前回以上の激しい選挙戦となり、その結果伊澤が2448票で268票差で当選した。1925年9月29日、貴族院多額納税者議員に就任し、同日に衆議院議員を退職した。
1927年、金融恐慌が起こり、宮城貯蓄銀行が経営危機に陥り、合わせて仙台興業銀行の両行を七十七銀行に合併、1931年には五城銀行、東北実業銀行の2行と七十七銀行との合併を実現させた。貴族院議員は1932年9月28日まで1期務めた。1934年死去。

## 銅像
仙台市上杉の勝山公園には伊澤の銅像が設置されている。勝山公園はもともと伊澤氏の庭園で、1928年に仙台市に寄贈された。現在の銅像は3代目で、初代は太平洋戦争時の金属回収令によって供出、2代目のコンクリート製の像は悪戯により破壊されてしまった。

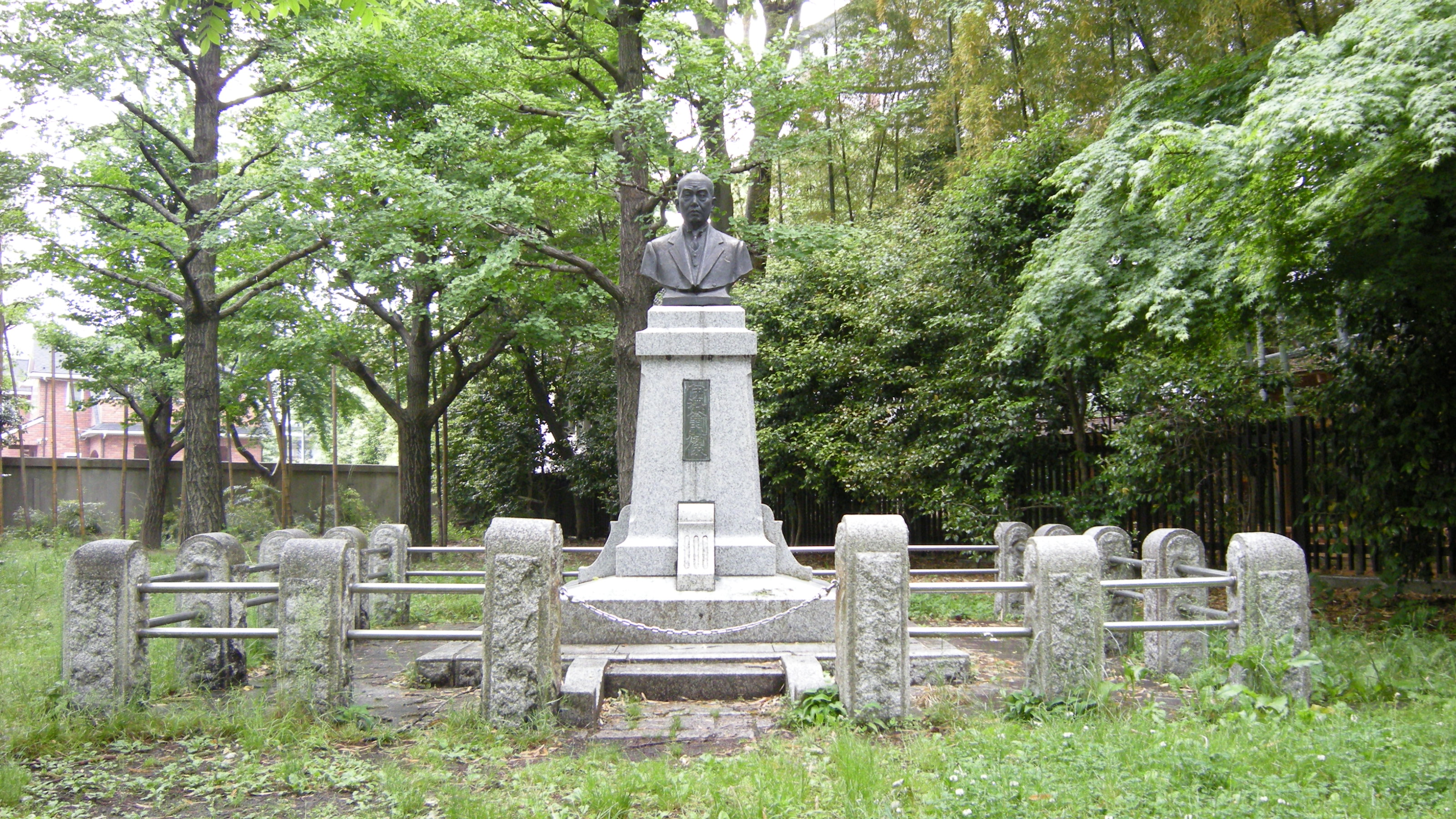
勝山公園にある伊澤平左ェ門の像
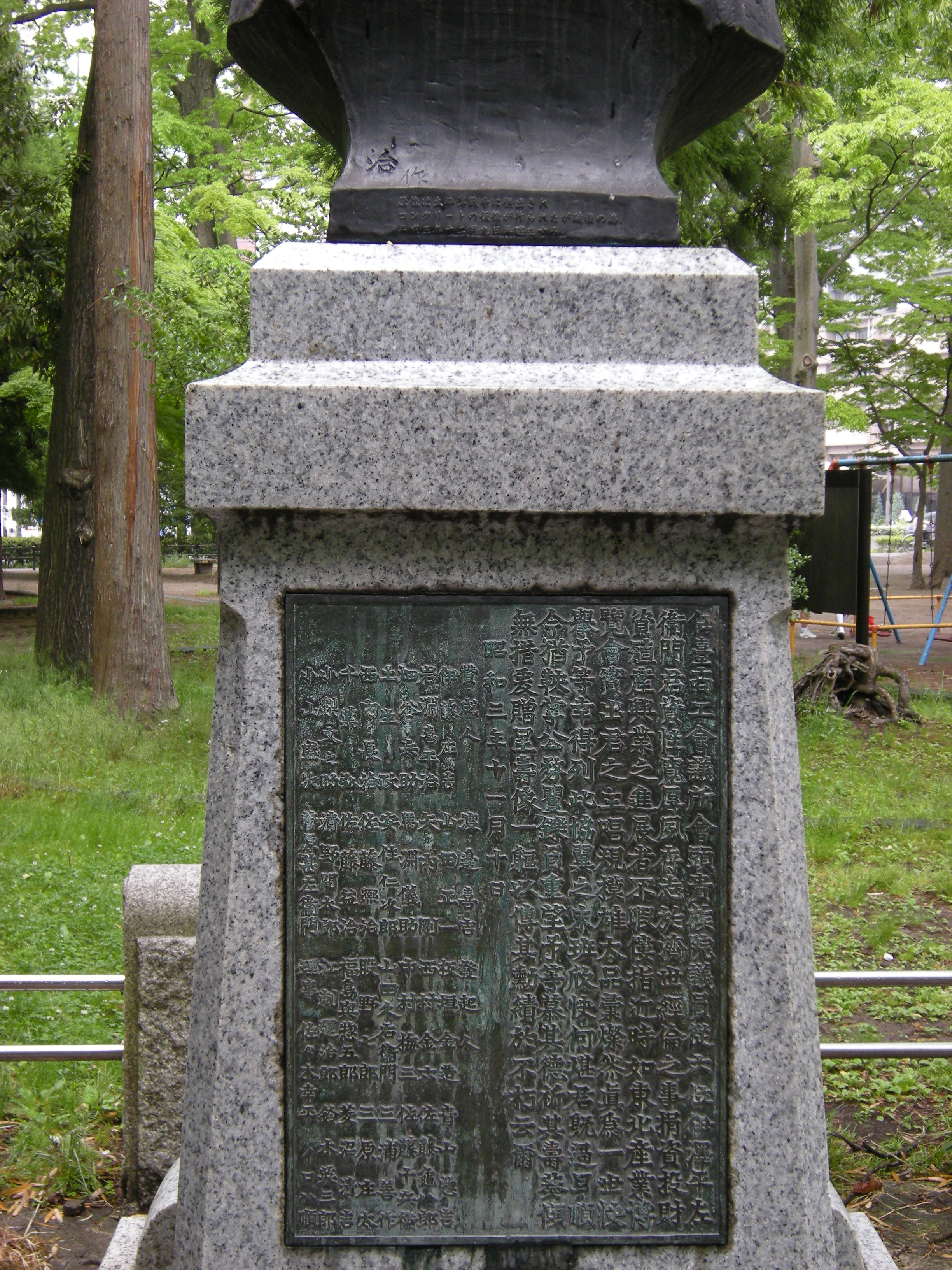
伊澤像背面の由緒書

## 親族
- 父：伊澤平藏（貴族院多額納税者議員）
- 三男：伊澤平馬（貴族院多額納税者議員）[9]
- 孫：伊澤平勝
- 曾孫：伊澤平一（実業家）
- 玄孫：伊達みきお（お笑いタレント[10]）
- 来孫：伊達さゆり（声優[11]）